# العمقة
العمقة هي قرية تقع ضمن لواء المزار الجنوبي ويسكنها عشيرة العضايله، يحدها من الشمال المزار ومن الجنوب قضاء مؤاب ومن الشرق الحدبة ومن الغرب المزار.
تبلغ مساحة حوض العمقة 1300 كيلو متر مربع من الأراضي، يرجع تاريخ العمقة حيث يعتقد أن أصل تسميتها أن أحد قاده المسلمين عند انسحاب المسلمين من معركة مؤته كان ينادي بالانسحاب للعمق ومن هنا اتت تسميتها[بحاجة لمصدر]، استدل علي وجود الفخاريات وبعض الآثار علي وجود حياة قديمة. يعمل اهل القرية بالزراعة وفي الوظائف الحكومية ويبلغ عدد سكانها حوالي 1000 نسمة ومن الطريف أن معظم أهلها يتبعون الدائرة الأولى وليس الثالثة (المزار) ومن هنا يطلق عليها أهل المزار الفاتيكان لانها منعزلة وتتبع الدائرة الأولى.
الديموغرافيا..